# Repêchage d'entrée dans la LNH 2008
2007 2009
Le repêchage d'entrée dans la LNH 2008 est le 46e repêchage d'entrée de l'histoire de la Ligue nationale de hockey. Il fut présenté à la Place Banque Scotia, situé dans la ville d'Ottawa en Ontario au Canada les 20 et 21 juin 2008.
L'ordre de sélection pour les 14 premiers choix a été décidé par une loterie qui a eu lieu le 7 avril. Le Lightning de Tampa Bay a remporté ce tirage qui lui a permis de choisir en premier.

## Le repêchage

### 1ertour
| Rang | Joueur            | Position | Nationalité | Équipe LNH                                    | Repêché de                         |
| ---- | ----------------- | -------- | ----------- | --------------------------------------------- | ---------------------------------- |
| 1    | Steven Stamkos    | C        | Canada      | Lightning de Tampa Bay                        | Sting de Sarnia (LHO)              |
| 2    | Drew Doughty      | D        | Canada      | Kings de Los Angeles                          | Storm de Guelph (LHO)              |
| 3    | Zach Bogosian     | D        | États-Unis  | Thrashers d'Atlanta                           | Petes de Peterborough (LHO)        |
| 4    | Alex Pietrangelo  | D        | Canada      | Blues de Saint-Louis                          | IceDogs de Niagara (LHO)           |
| 5    | Luke Schenn       | D        | Canada      | Maple Leafs de Toronto                        | Rockets de Kelowna (LHOu)          |
| 6    | Nikita Filatov    | AG       | Russie      | Blue Jackets de Columbus                      | CSKA de Moscou (Superliga)         |
| 7    | Colin Wilson      | C        | États-Unis  | Predators de Nashville                        | Terriers de Boston (HE)            |
| 8    | Mikkel Bødker     | AG       | Danemark    | Coyotes de Phoenix                            | Rangers de Kitchener (LHO)         |
| 9    | Joshua Bailey     | C        | Canada      | Islanders de New York                         | Spitfires de Windsor (LHO)         |
| 10   | Cody Hodgson      | C        | Canada      | Canucks de Vancouver                          | Battalion de Brampton (LHO)        |
| 11   | Kyle Beach        | C        | Canada      | Blackhawks de Chicago                         | Silvertips d'Everett (LHOu)        |
| 12   | Tyler Myers       | D        | États-Unis  | Sabres de Buffalo                             | Rockets de Kelowna (LHOu)          |
| 13   | Colten Teubert    | D        | Canada      | Kings de Los Angeles                          | Pats de Regina (LHOu)              |
| 14   | Zach Boychuk      | C        | Canada      | Hurricanes de la Caroline                     | Hurricanes de Lethbridge (LHOu)    |
| 15   | Erik Karlsson     | D        | Suède       | Sénateurs d'Ottawa (↔ Predators de Nashville) | Frölunda HC (Elitserien)           |
| 16   | Joe Colborne      | C        | Canada      | Bruins de Boston                              | Kodiaks de Camrose (AJHL)          |
| 17   | Jake Gardiner     | D        | États-Unis  | Ducks d'Anaheim                               | Minnetonka (USHS)                  |
| 18   | Chet Pickard      | G        | Canada      | Predators de Nashville (↔ Sénateurs d'Ottawa) | Americans de Tri-City (LHOu)       |
| 19   | Luca Sbisa        | D        | Suisse      | Flyers de Philadelphie                        | Hurricanes de Lethbridge (LHOu)    |
| 20   | Michael Del Zotto | D        | Canada      | Rangers de New York                           | Generals d'Oshawa (LHO)            |
| 21   | Anton Gustafsson  | C        | Suède       | Capitals de Washington                        | Frölunda HC (Elitserien)           |
| 22   | Jordan Eberle     | C        | Canada      | Oilers d'Edmonton                             | Pats de Regina (LHOu)              |
| 23   | Tyler Cuma        | D        | Canada      | Wild du Minnesota                             | 67 d'Ottawa (LHO)                  |
| 24   | Mattias Tedenby   | AG       | Suède       | Devils du New Jersey                          | HV 71 (Elitserien)                 |
| 25   | Greg Nemisz       | C        | Canada      | Flames de Calgary (↔ Canadiens de Montréal)   | Spitfires de Windsor (LHO)         |
| 26   | Tyler Ennis       | C        | Canada      | Sabres de Buffalo                             | Tigers de Medicine Hat (LHOu)      |
| 27   | John Carlson      | D        | États-Unis  | Capitals de Washington                        | Ice de l'Indiana (USHL)            |
| 28   | Viktor Tikhonov   | AG       | Russie      | Coyotes de Phoenix                            | Severstal Tcherepovets (Superliga) |
| 29   | Daultan Leveillé  | C        | Canada      | Thrashers d'Atlanta                           | Falcons de St. Catharines (GHJHL)  |
| 30   | Thomas McCollum   | G        | États-Unis  | Red Wings de Détroit                          | Storm de Guelph (LHO)              |